# Trofeo Settecolli
Le Trofeo Settecolli est un meeting de natation qui se déroule au Foro Italico à Rome, au sein du Stade nautique olympique de Rome.
Il est considéré comme le plus ancien meeting international de natation, après une première édition en 1963. Son nom fait référence aux Sept collines de Rome.